# Saillant (Puy-de-Dôme)
Saillant ist eine französische Gemeinde mit 306 Einwohnern (Stand: 1. Januar 2022) im Département Puy-de-Dôme in der Region Auvergne-Rhône-Alpes (vor 2016 Auvergne). Sie gehört zum Arrondissement Ambert und zum Kanton Ambert (bis 2015 Kanton Viverols).

## Geographie
Saillant liegt etwa 60 Kilometer südöstlich von Clermont-Ferrand im Regionalen Naturpark Livradois-Forez am Ance. Nachbargemeinden von Saillant sind Saint-Romain im Norden, La Chaulme im Osten, La Chapelle-en-Lafaye im Osten und Südosten, Estivareilles im Südosten, Usson-en-Forez im Süden, Viverols im Westen und Südwesten sowie Églisolles im Westen und Nordwesten.

## Bevölkerungsentwicklung
| Jahr                       | 1962 | 1968 | 1975 | 1982 | 1990 | 1999 | 2006 | 2013 |
| Einwohner                  | 443  | 405  | 363  | 327  | 268  | 255  | 274  | 278  |
| Quellen: Cassini und INSEE |      |      |      |      |      |      |      |      |

## Sehenswürdigkeiten
- Kirche Saint-Pierre, seit 1969 Monument historique
- Burgruine Bostfranchet

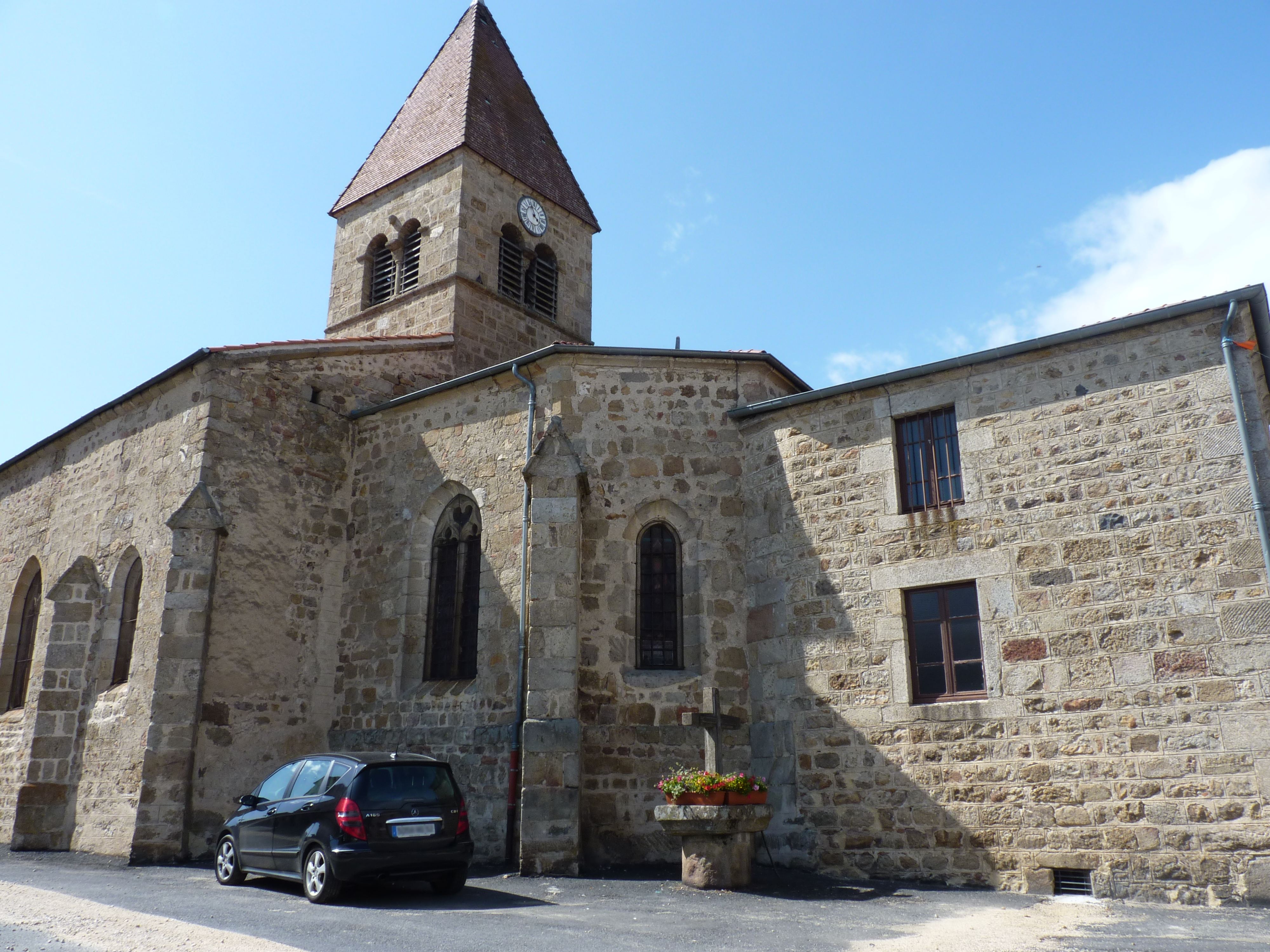
Kirche Saint-Pierre
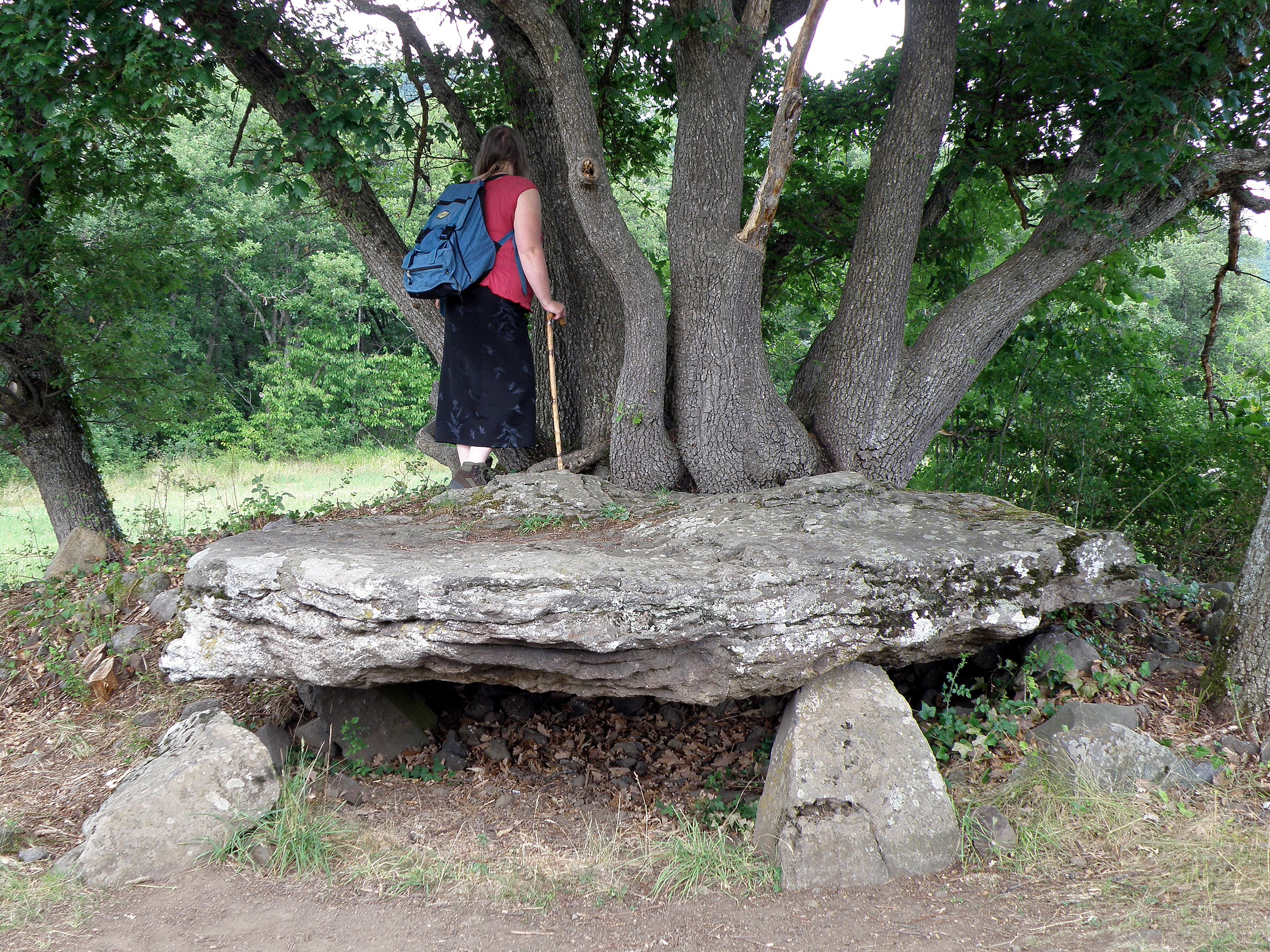
Dolmen Palet de Roland
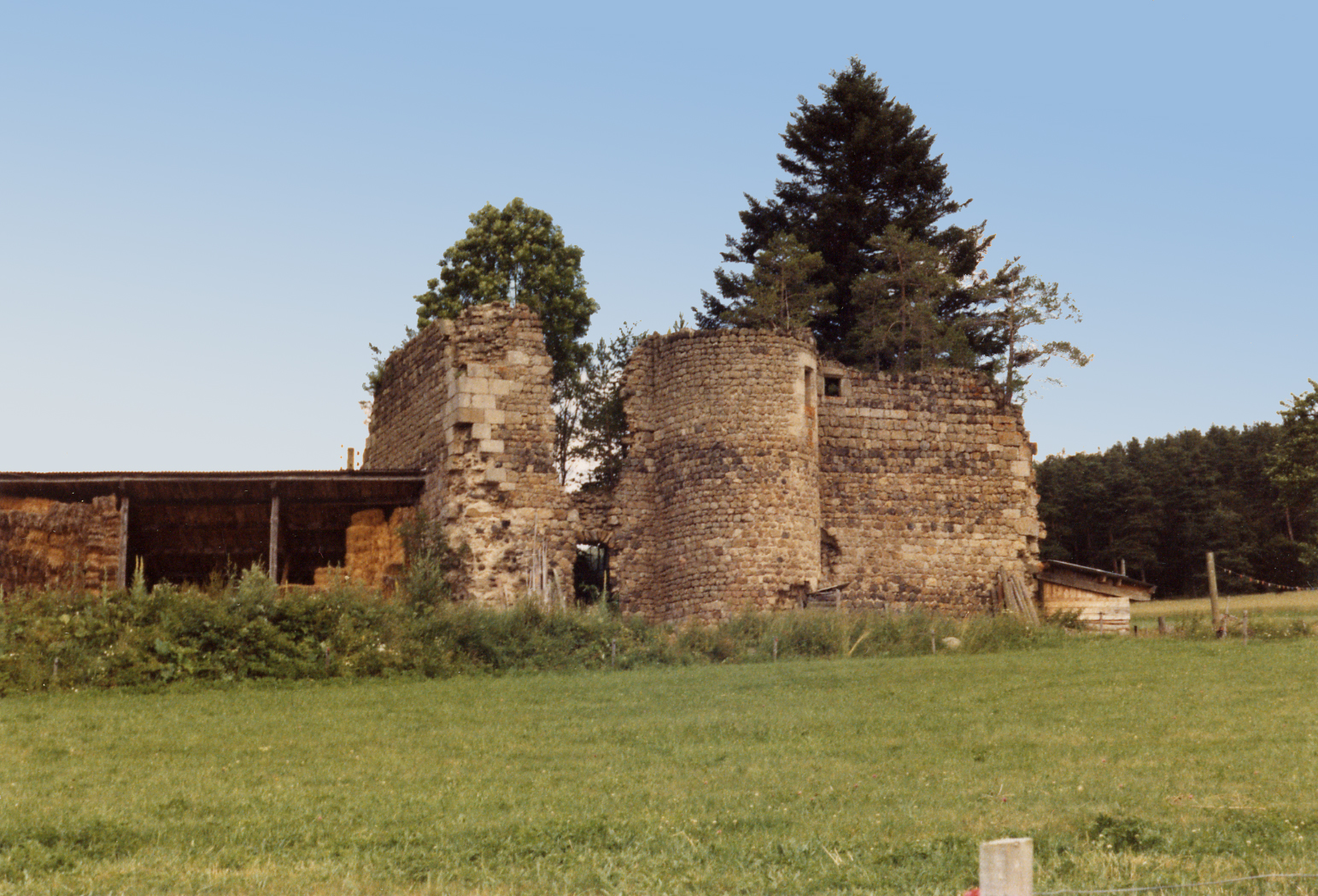
Burgruine Bostfranchet

## Persönlichkeiten
- Antoine du Bourg (vor 1490–1538), Kanzler von Frankreich unter König Franz I.